# Хакея близкая
Хакея близкая  (лат. Hakea propinqua) — кустарник, вид рода Хакея (Hakea) семейства Протейные (Proteaceae). Произрастает в окрестностях Сиднея в Новом Южном Уэльсе.

## Ботаническое описание
Hakea propinqua — густой кустарник высотой 1–4 м, имеет большие бородавчатые плоды. Небольшие бледно-жёлтые или белые цветки с неприятным запахом встречаются в пазухах вдоль веточек. Тонкие листья округлые в сечении длиной около 3 см, шириной 1 мм заканчиваются острым кончиком длиной около 1 мм. Листья мягче и под меньшим углом к стеблю, чем у родственной хекеи Hakea sericea. Бородавчатые плоды имеют яйцевидно-эллиптическую форму длиной 3,5–4,5 см и шириной 2,5–3 см, оканчиваются двумя маленькими рогами.

## Таксономия
Вид Hakea propinqua впервые был официально описан в 1825 году английским ботаником Алланом Каннингемом. Видовой эпитет — от латинского слова propinqus, означающего «рядом», возможно, ссылаясь на сходство с Hakea nodosa.

## Распространение и местообитание
Hakea propinqua растёт от побережья до хребтов на песчаных или легких суглинках над песчаником в лесу и акациевых зарослях в районе Сиднея до Голубых гор.